# Slicher (Adelsgeschlecht)

Stammwappen derer von Slicher

Die Familie von Slicher (Schleicher) stammt aus Aachen und ist offensichtlich mit der zum evangelischen Glauben konvertierten Patrizierfamilie Schleicher verwandt. Bereits um 1323 wurde ein Johann von Slichen als Bürge für die Familie von Merode bei deren Übernahme von Schloss Rimburg urkundlich nachgewiesen und in Aachen 1537 ein Johann Slicher als Inhaber des Klüppels urkundlich erwähnt. Während nach der Reformation Teile der Familie nach Stolberg auswanderten, zogen andere Familienzweige in die damalige Republik der Sieben Vereinigten Provinzen, namentlich hierbei erwähnt ein gewisser „Anthoin Slicher“ als Ausgewiesener aus Aachen in Den Haag.
Dort wurde Anfang des 19. Jahrhunderts wenige Wochen vor dem Sieg über die Truppen Napoleons in der Schlacht bei Waterloo der Bürgermeister von Den Haag, Johann Slicher, am 15. April 1815 in den niederländischen Adelsstand erhoben, dessen Sohn Jacob Slicher in Hanau 1827 der Titel der Freiherrn verliehen – nach dem Recht des Erstgeborenen.
Der Freiherren-Titel wurde der Familie im Königreich Hannover im Jahr 1841 bestätigt.

## Wappen

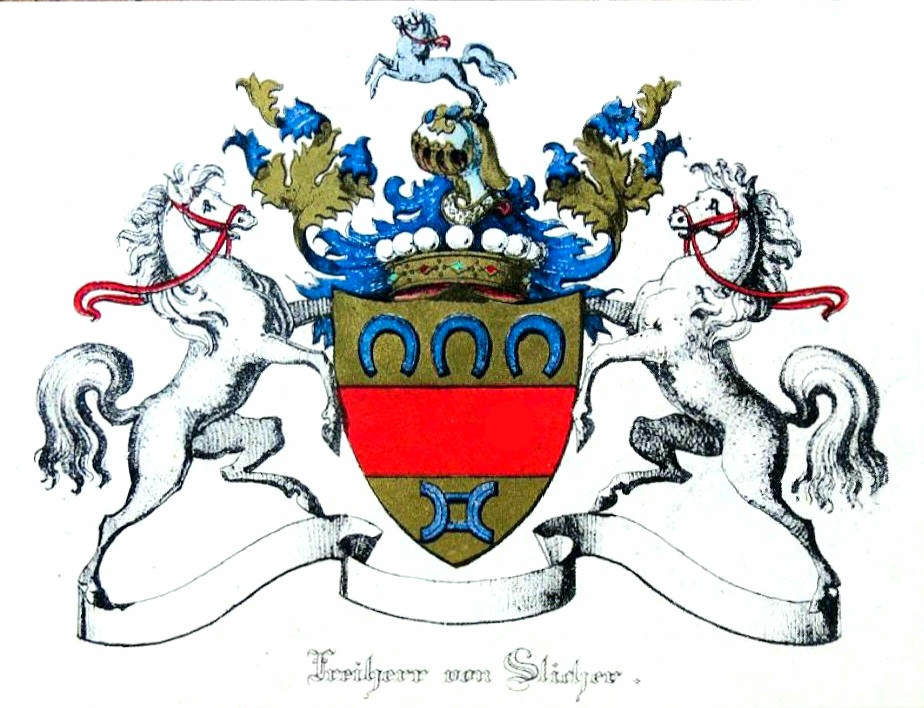
Wappen Freiherren von Slicher

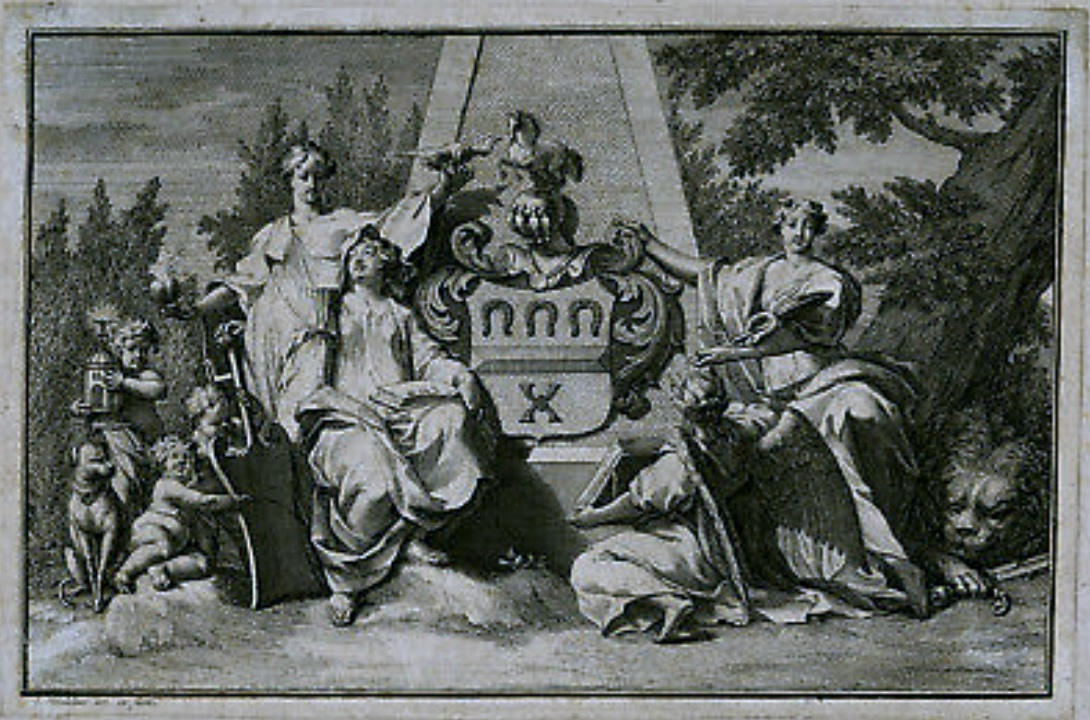
Slicher Wappen, allegorische Darstellung um 1720

Das Wappen der Familie von Slicher zeigt auf goldenem Grund einen breiten roten Querbalken, über dem drei blaue Hufeisen nebeneinander jeweils abwärts gekehrte Stollen zeigen. Unterhalb des Querbalkens findet sich ein blaues Mühleisen. Auf dem Helm mit blau-goldenen Decken ein aufsprigendes, rot gezäumtes silbernes Pferd.
Im Wesentlichen entspricht dies dem Stammwappen des Geschlechts Schleicher/Slicher.
Beim freiherrlichen Wappen sind Schildhalter zwei ebensolche Pferde.

## Persönlichkeiten
- Ludwig Freiherr von Slicher (1809–1896), deutscher Generalmajor, Ehrenbürger der Stadt Hannover[5]
- Jeannette[6] oder Jeanette Freiin von Slicher (* 1812), Schwester von Ludwig Freiherr von Slicher, Ehrenstaatsdame der Königin von Hannover. Sie heiratete den Oberkammerherrn[5] Ernst Ludwig Georg Adam Freiherr Knigge (1806–1880),[7] Majoratsherr auf Harkerode usw.,[4] Sohn des Schlosshauptmanns Wilhelm Carl Ernst Freiherr Knigge (1771–1839). Ihr Sohn Ernst Georg Adam Freiherr Knigge (1843–1920) wurde 1866 zum Kammerjunker ernannt, konnte wegen der Annexion des Königreichs Hannover durch Preußen im selben Jahr jedoch nicht weiter aufsteigen.[7]
  - Deren Tochter Anna verlobte sich am 27. Dezember 1857 mit Bernhard Leberecht Karl von der Schulenberg (* 26. Februar 1835), königlich preußischer Leutnant im 10. Husaren-Regiment.[6]